# Edmond Briat
Pour les articles homonymes, voir Briat.
Edmond Eugène Briat, né le 28 décembre 1864 à Paris et mort le 10 avril 1948 à Paris, est un syndicaliste français, secrétaire de la Chambre Syndicale des Ouvriers en Instruments de Précision de Paris (1896-1940).

## Biographie
Il est, avec 64 membres de son syndicat, le fondateur de l'Association des Ouvriers en Instruments de Précision (A.O.I.P.) en 1896. Il en sera le premier président et il en restera administrateur jusqu'à la retraite.
Il fut Secrétaire général de la Chambre consultative des Associations Ouvrières de Production de 1907 à 1940. Il sera aussi Président de la Banque des coopératives de production.
Il donna cette définition du coopérateur : “ Le coopérateur est un ouvrier éduqué et conscient qui a fait un effort pour s’élever du salariat à l’actionnariat, mais qui ne doit pas oublier que c’est le syndicat professionnel qui a été le premier échelon de son émancipation économique. Il doit donc rester membre de son syndicat et ce syndicat doit être confédéré à l’un des organismes centraux existants. ” 
À propos des ambitions de la Coopération du début du XXe siècle, il explique : “ Notre action tend à bouleverser une société basée sur vingt siècles d’exploitation, d’égoïsme, pour lui substituer une organisation fraternelle. ” 
Il fut vice-président du conseil supérieur du Travail au ministère du Travail et membre du Conseil national économique (1925 à 1940).
Il meurt à Paris le 10 avril 1948.